# Ramal de Leopoldina
Der Ramal de Leopoldina ist eine historische Eisenbahnstrecke im Bundesstaat Minas Gerais in Brasilien.

## Geschichte
Dieses relativ kurze Anschlussgleis wurde am 31. Juli 1877 eröffnet durch die Estrada de Ferro Leopoldina und führte von der Station Vista Alegre an der Linha do Centro nach Leopoldina. Den Namen der Stadt erhielt später die Eisenbahngesellschaft.  Am 25. Februar 1965 wurde dieser Gleisanschluss stillgelegt. 